# والری، ظاهر و باطن
والری، ظاهر و باطن (ایتالیایی: Valeria dentro e fuori) یک فیلم درام ایتالیایی به کارگردانی برونلو روندی است که در سال ۱۹۷۲ منتشر شد.

## بازیگران
- باربارا بوشه
- پیر پائولو کاپونی
- ارنا شورر
- اومبرتو راهو
- کلودیو گورا
- رزماری لینت
- کارلا برائیت
- پائولا کوراتسی